# Wilhelm-von-Humboldt-Denkmal (Berlin)

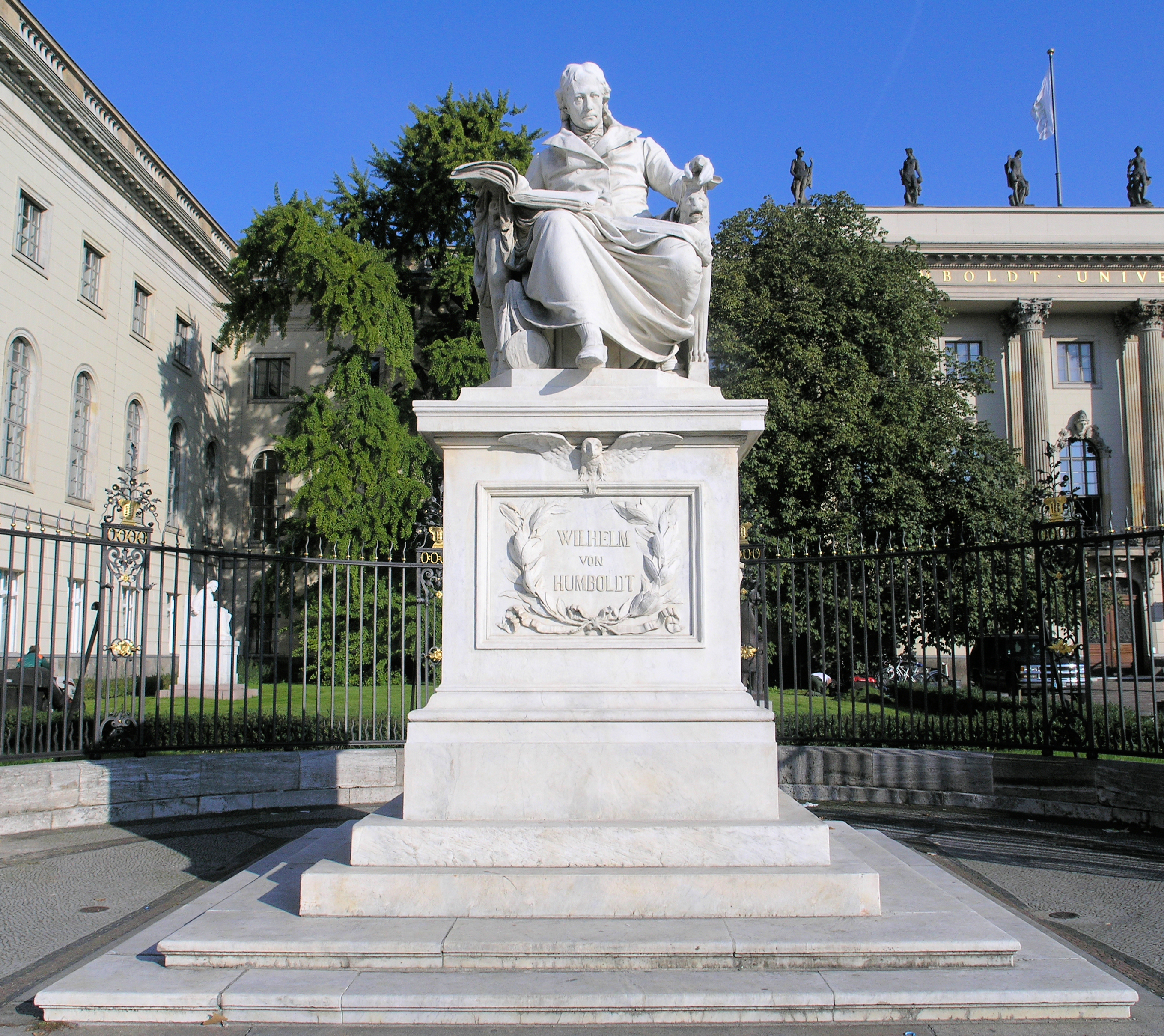
Wilhelm-von-Humboldt-Denkmal

Das Wilhelm-von-Humboldt-Denkmal links vor dem Hauptgebäude der Humboldt-Universität an der Prachtstraße Unter den Linden im Berliner Ortsteil Mitte erinnert an den preußischen Universalgelehrten Wilhelm von Humboldt (1767–1835). Geschaffen im Jahr 1882 von Paul Otto im Stil des Neobarock, gehört es zu den Meisterwerken der Berliner Bildhauerschule.

## Geschichte und Beschreibung

Hauptgebäude der Humboldt-Universität

Nach einem Wettbewerb im Jahr 1876, bei dem der Entwurf von Paul Otto gewonnen hatte, wurde das Denkmal 1882 von diesem im Stil des Neobarock geschaffen und am 28. Mai 1883 links vor dem Palais des Prinzen Heinrich, dem Sitz der heutigen Humboldt-Universität, an der Prachtstraße Unter den Linden zusammen mit dem Alexander-von-Humboldt-Denkmal eingeweiht.
Die 2,50 Meter hohe Skulptur aus Marmor zeigt Wilhelm von Humboldt in zeitgenössischer Bekleidung auf einem Sessel sitzend, den Kopf leicht nach unten geneigt. Seine rechte Hand hält ein Buch, sein linker Arm ruht auf einer Lehne. Eine rechts unter ihm befindliche Schriftrolle verweist auf seine preußischen Bildungsreformen. Den 3,20 Meter hohen Sockel mit der Inschrift „WILHELM / VON / HUMBOLDT“ unter einer fliegenden Eule schmücken Reliefs mit Allegorien seiner Forschungsgebiete. Das Sitzbild gehört zu den Meisterwerken der Berliner Bildhauerschule.
Die Standorte der beiden Denkmäler lassen sich leicht mit folgender Eselsbrücke merken: Wilhelm steht in Richtung Wilhelmstraße, Alexander in Richtung Alexanderplatz. Gipsabformungen der beiden Denkmäler befinden sich auf dem Campus Adlershof: Wilhelm im Institut für Psychologie, Alexander im Institut für Geographie.